# Aeroportul Internațional San Jose
Aeroportul Internațional San Jose (IATA: SJC, ICAO: KSJC, FAA LID: SJC) este un aeroport din San Jose, California, Comitatul Santa Clara, California, Statele Unite ale Americii ce deservește zona San Francisco Bay Area. Aeroportul a fost tranzitat în 2023 de 12.097.160 de pasageri. A fost deschis în 1949 și numit după San Jose, California.
Situat la o altitudine de 19 m, aeroportul dispune de 2 piste.

## Infrastructură

### Piste
Aeroportul dispune de 2 piste. Pista 12L/30R are suprafața de beton și dimensiunile 11.000 picioare × 150 picioare. Pista 12R/30L are suprafața de beton și dimensiunile 11.000 picioare × 150 picioare. 